# Oceania insular
L'Oceania insular és la part d'Oceania formada per l'oceà Pacífic (excepte les més properes a l'Àsia, que es consideren asiàtiques). Es troba gairebé completament en l'hemisferi sud, travessada per l'Equador i la línia internacional de canvi de data i és formada per tres grans àrees o divisions: la Melanèsia, al nord i nord-est de l'anterior i formada per l'arc d'illes que s'estenen a l'est de Nova Guinea; més al nord, la Micronèsia, que s'estén fins al Tròpic de Càncer; i la Polinèsia, que s'estén pel Pacífic central.
Les dues illes més grans de Nova Zelanda (l'illa del nord i l'illa del sud) i de Nova Guinea són les illes principals d'Oceania. Els territoris que formen la resta del continent són arxipèlags insulars independents (Fiji, Illes Salomó, Samoa, Tonga...) o territoris adscrits a antigues potències colonials, com França (Polinèsia Francesa, Nova Caledònia, Wallis i Futuna), els Estats Units. (Hawaii, Guam, Illes Mariannes del Nord, Samoa Americana) o el Regne Unit (Illes Pitcairn).
El continent d'Oceania ha estat poblat durant mil·lennis per diferents grups ètnics, inclosos els aborígens australians i els papús. A més de l'anglès i el francès, les llengües dominants a Oceania des de la colonització, els dos grups lingüístics principals que es parlen són les llengües papús i les llengües austronèsiques. Vuit de les deu ciutats més grans d'Oceania es troben a Austràlia, incloses Sydney i Melbourne, que en conjunt representen gairebé una quarta part de la població del continent. Cinc ciutats més tenen més d'un milió d'habitants: Brisbane, Perth, Auckland, Adelaida i Honolulu.

## Terminologia

### Origen del nom «Oceania»

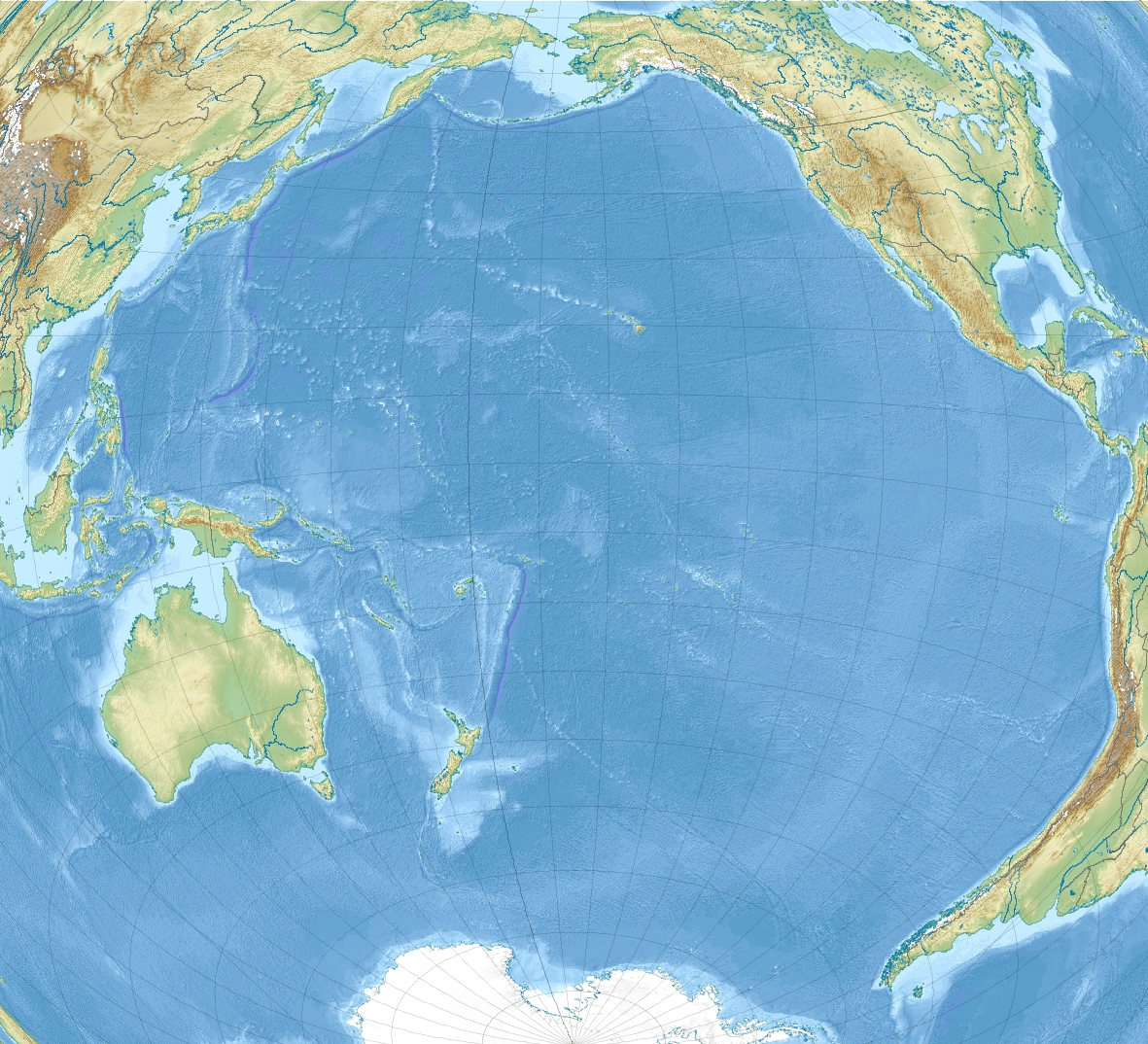
Conrad Malte-Brun va anomenar «Oceania» les terres que l'oceà Pacífic envolta per totes bandes.

El neologisme Oceania prové de la paraula oceà. El 1804, el geògraf francès d'origen danès Conrad Malte-Brun (1775-1826) va proposar el nom «Oceànic» per a Australàsia i Polinèsia de Charles de Brosses, en el seu tractat de geografia matemàtica, física i política publicat amb Edme Mentelle. Malte-Brun agafa el relleu i reafirma el nom «terra oceànica» el 1810 i el 1812. El mateix nom d'Oceania va ser inventat pel cartògraf Adrien-Hubert Brué pel mapa que va publicar el 1814, i el títol complet del qual és: «Oceania, o la cinquena part del món, que comprèn l'arxipèlag d'Àsia, Australàsia i Polinèsia (o el continent de Nova Holanda i les illes del Gran Oceà)».
A principis del segle xix, Austràlia, definida com a illa-continent, s'integra com a part continental del vast grup d'illes del Pacífic agrupades sota el terme Oceania. Això és una paradoxa perquè «continent» prové del llatí continere («aguantar junts») i designa «una massa de terra molt gran envoltada per oceans» o «una gran extensió de terra en una sola peça». Els geògrafs europeus que van dividir el món en cinc parts (Europa - Àsia - Àfrica - Amèrica - Oceania, l'Antàrtida es considera un continent només des de mitjans del segle xix, aquesta divisió apareix avui tacada d'eurocentrisme) i va fer una bona distinció entre els dos termes de «continents» i de «parts del món», però el segon terme ha quedat obsolet, de manera que l'ús gairebé exclusiu de la paraula «continent» va fer que el nom d'Oceania fos paradoxal. Els geògrafs ara confonen Oceania com a part del món i com a continent, i també han introduït, a través dels geòlegs, el terme continent australià. Per a la historiadora francesa Claire Laux (2011), Oceania és «concepte una mica obsolet».
El gènere femení coincideix amb el gènere de les altres parts (Europa, Àfrica...). L'adjectiu i el substantiu «Oceanià» va aparèixer l'any 1845, prova de l'èxit d'aquest invent. Els especialistes d'Oceania s'anomenen oceanistes.

### Altres noms

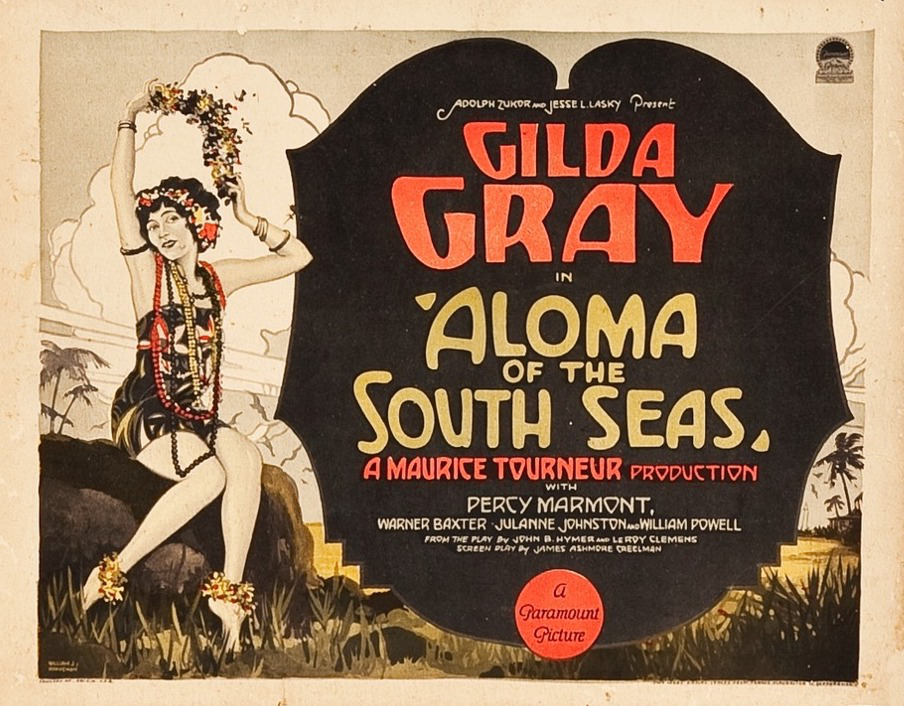
Pòster de la pel·lícula de 1926 Aloma of the South Seas. El terme « Mars del Sud» reflecteix una visió europea i colonial d'Oceania.

Quan els occidentals exploren l'oceà Pacífic (que també anomenen « Gran oceà») als segles XVII i XVIII, es refereixen a la zona com «Mars del Sud». Aquesta expressió evoca (...) «imatges encantadores: illes paradisíaques, platges blanques i cocoters». Aquesta expressió és seguida al segle XX per la de «Pacífic Sud», que fa referència a un imaginari semblant. Aquesta àrea és més restringida que Oceania, ja que inclou Melanèsia, Polinèsia, però no Austràlia o Nova Zelanda, i stricto sensu, no inclou ni les illes Hawaii ni les illes micronèsies, situades a l'hemisferi nord. En descobrir aquest espai, els europeus tenen la sensació de descobrir un «oest llunyà», que compensaria l'Extrem Orient. La frontera entre aquests dos espais és, a més, fixada arbitràriament, l'any 1828, al bell mig de Nova Guinea.

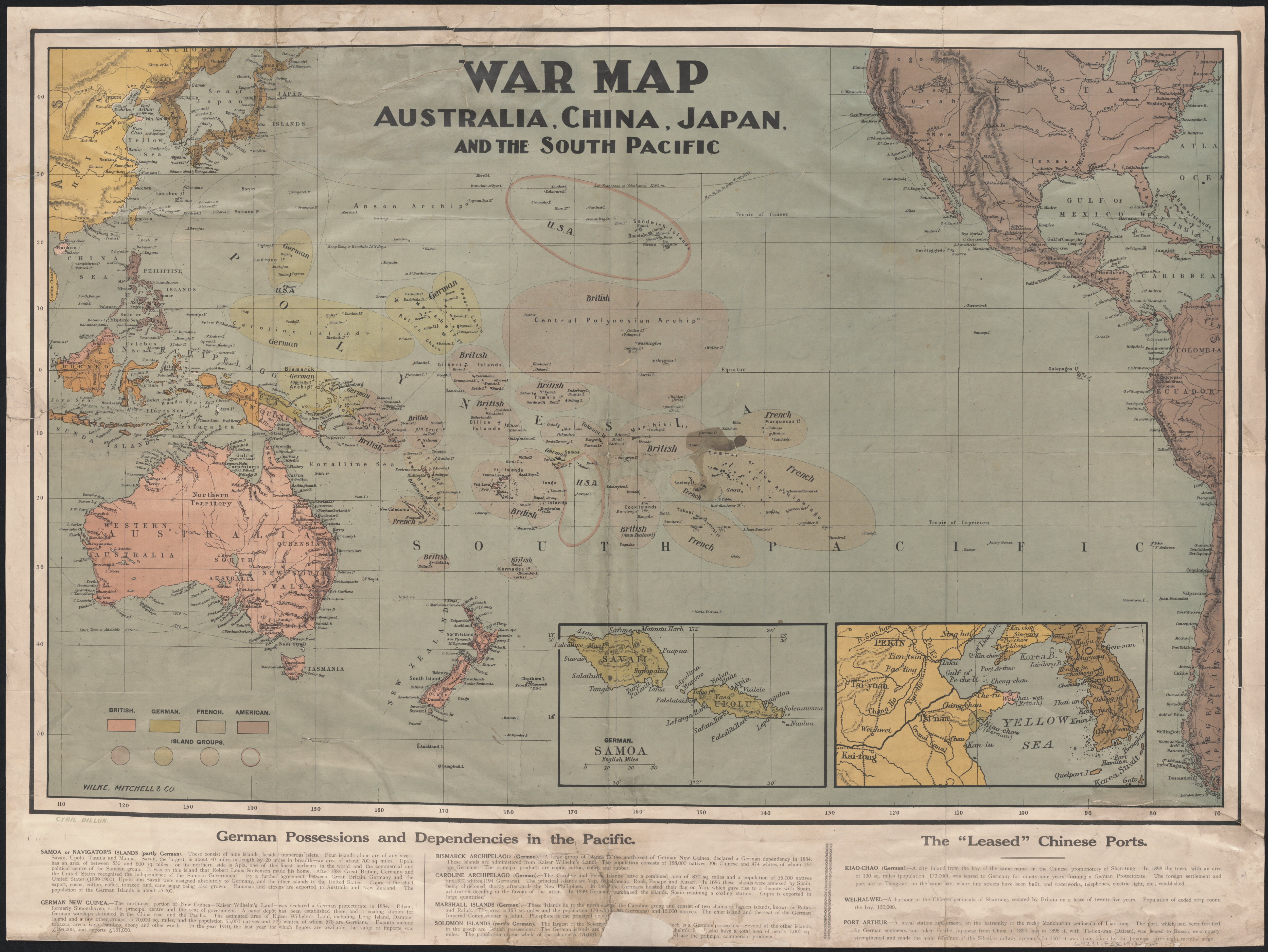
Mapa australià de 1914 que mostra Austràlia, Xina, Japó i «el Pacífic Sud».

Als anys 2000, la geopolítica va donar una gran importància a la «Zona del Pacífic», però aquesta zona afecta principalment als països que voregen l'oceà Pacífic: l'est i el sud-est asiàtic d'una banda, i Amèrica de l'altra, amb grans potències com els Estats Units i la Xina. Les illes del Pacífic hi tenen un paper molt menor i, tot i que es troben al centre geogràfic d'aquest espai, es troben al marge demogràficament, políticament i econòmicament.

## Història

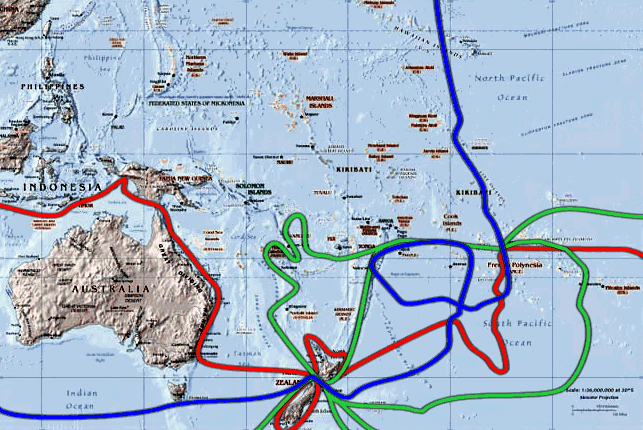
Viatges del capità britànic James Cook per Oceania entre 1768 i 1779: 1r. viatge (en vermell), segon (en verd) i tercer (en blau).

Els primers pobladors humans d'Oceania procedien del sud-est d'Àsia: d'ells descendeixen els actuats habitants de Papua Nova Guinea i els aborígens australians. A aquesta primera onada humana va seguir-ne una segona que s'estendria cap a l'est fins a arribar a l'Illa de Pasqua.
Els melanesis provenen d'un encreuament entre Homo sapiens sapiens i els denissovans asiàtics, els polinesis provenien de les illes indonèsies, poblades al seu torn per emigrants de Taiwan, concretament en una migració que va tenir lloc entre els anys 1400 aC i 900 aC segons l'illa. Per als micronesis no es disposa d'excavacions arqueològiques fiables, però a partir de la reconstrucció lingüística se suposa un origen similar. Els habitants originals del grup d’illes que ara s’anomenaven Melanèsia eren probablement els avantpassats de l’actual gent de parla papú, que migrant del sud-est asiàtic, sembla que han ocupat aquestes illes tant a l'est com les principals illes de l'arxipèlag de les Illes Salomó, incloent-hi Makira i possiblement les illes més petites més a l'est.
Fernando de Magallanes va descobrir les Marianes i altres illes d'Oceania abans de morir a les Filipines. Poc després van explorar la regió els portuguesos: el 1525 van descobrir les Carolines, i a l'any següent Nova Guinea. Els holandesos van recórrer el 1642 el litoral d'Austràlia i van descobrir Tasmània, les Tonga, Fiji i Bismarck. A la vegada, des d'Acapulco (Mèxic) i el Callao (Perú) van partir expedicions espanyoles que descobriren nombroses illes del Pacífic.
Durant el segle xviii van ser els britànics i els francesos els que van explorar la regió. Entre 1764 i 1770, els britànics van recórrer Tahití, Samoa, Salomó i Noves Hèbrides. James Cook, entre 1768 i 1779, va arribar a les Illes de la Societat, Nova Zelanda, les Marqueses, Noves Hèbrides i Hawaii. Els francesos van explorar les illes paral·lelament als britànics. Tots aquests viatges determinaren el repartiment d'Oceania entre la Gran Bretanya, França i altres països: per la possessió de Tahití, França i Gran Bretanya arribaren a una greu tensió l'any 1844. Posteriorment, França s'annexà Nova Caledònia el 1853, els Estats Units les Illes Hawaii el 1894 i els alemanys reeixiren a instal·lar-se a una part de Nova Guinea, a Salomó i a Nova Bretanya l'any 1884, tot i que aquestes colònies les van perdre a conseqüència de la seua derrota a la Primera Guerra Mundial.
Durant la Segona Guerra Mundial Oceania fou l'escenari de la gran ofensiva japonesa i de la contraofensiva aliada. Més tard, la Nova Guinea holandesa passà a formar part d'Indonèsia i les Hawaii esdevingueren un estat estatunidenc. D'altres illes i territoris van assolir progressivament la seva independència: Samoa Occidental l'any 1962; Nauru el 1968; Fiji el 1970; Tonga el 1970; Papua Nova Guinea, Tuvalu i Salomó el 1975, Kiribati el 1979 i Vanuatu el 1980. Les dues grans potències regionals d'Oceania són Austràlia i Nova Zelanda, independitzades de la Gran Bretanya el 1901 i el 1931 respectivament.

## General
Oceania es descriu generalment com la regió del món situada entre el sud-est asiàtic i Amèrica del Sud. Aquesta és una de les raons per les quals els geògrafs Benoît Antheaume i Joël Bonnemaison descriuen Oceania i, en general, la conca del Pacífic com un «niu»:
| «                                               | A través de l'evocació de trets significatius de la modernitat i la tradició, de les relacions centre-perifèria a diverses escales, l'àrea del Pacífic apareix de fet com un espai complex amb una estructura de «niu», com destaquen B. Anteaume i J. Bonnemaison, l'any 1988, en el seu Atles del Pacífic: la conca del Pacífic cobreix 25 milions de km²; després Àsia-Pacífic inclosa Oceania; finalment al cor del dispositiu les 25.000 illes del Pacífic.Evidentment, aquesta nomenclatura de vegades cal aclarir-la. Així, Nova Zelanda és la suma de dues grans illes, però es manté «extern» al Pacífic insular, alhora que acull una gran comunitat polinèsia; Papua Nova Guinea emergeix, com Austràlia, de la part continental d'Oceania, però potser inclosa al Pacífic insular, ja que participa, malgrat la seva mida, en el problema de les illes, més enllà pel fet que els seus nacionals emulen les tradicions melanesianes. | » |
| — J.P Doumenge dans Geostrategiques, abril 2001 | |   |

Tradicionalment, Oceania es divideix en tres zones: Melanèsia («illes negres»), Micronèsia («petites illes») i Polinèsia («moltes illes»), resultant de la divisió d'Oceania feta pel francès Dumont d'Urville el 1831. Aquestes distincions es basen en els estereotips racials i ètnics del segle XIX (pell negra versus pell de coure; cabell «pervertit» o «llana» contra els cabells «ondulats»; «caníbal melanesi» versus «bon salvatge polinesi»…) i ara estan obsolets, perquè no són científics: és per tradició que les expressions Polinèsia, Micronèsia i Melanèsia es continuen utilitzant i que, en el llenguatge quotidià i als ulls de les poblacions afectades, conserven un cert valor identitari.

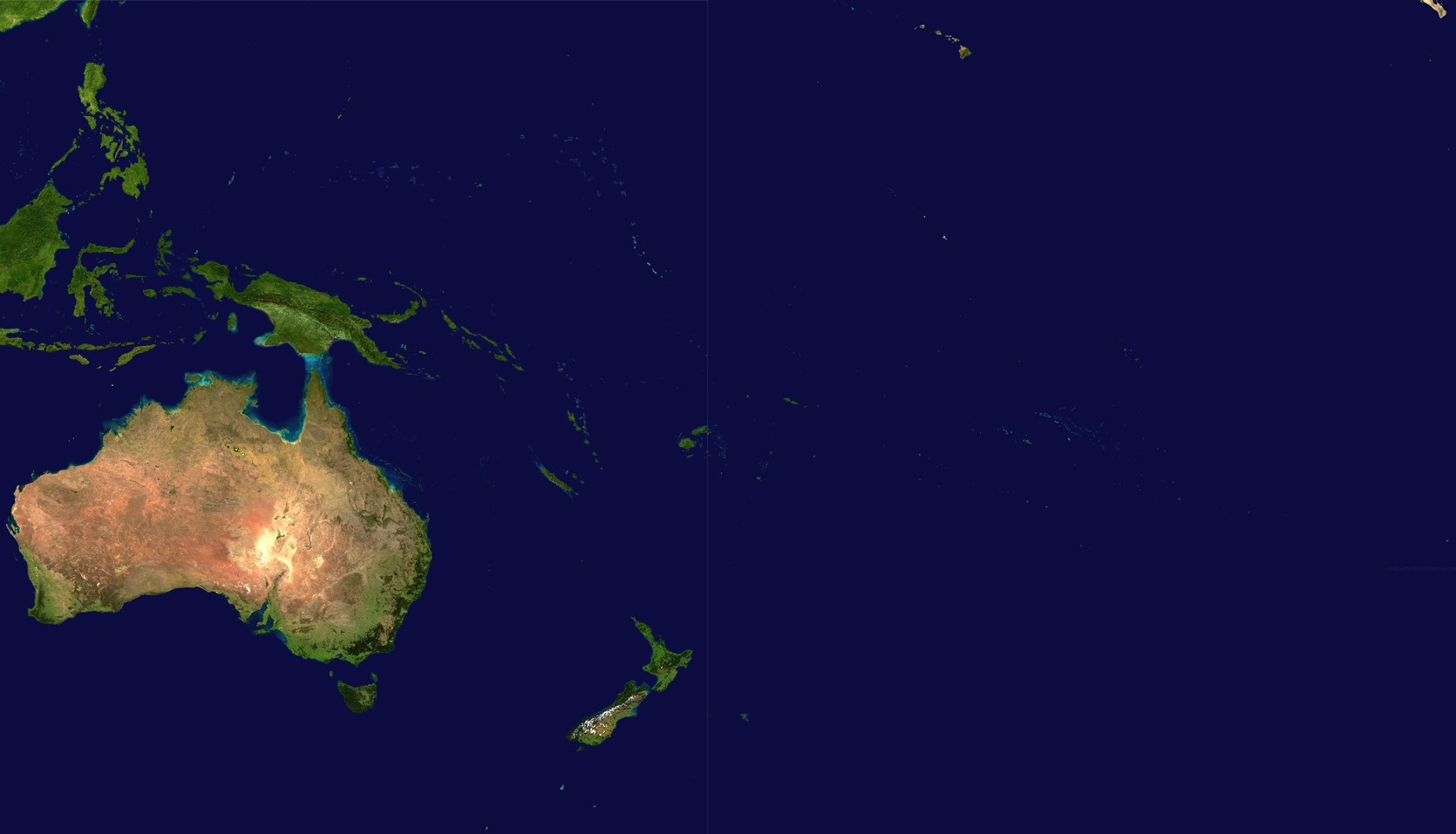
Imatge satèl·lit centrada a l'Oceania.

Un plantejament geogràfic proposa la vinculació de les Moluques i Papua occidental a Oceania, que permet evitar la divisió purament política de Nova Guinea entre dos continents.
A la dècada del 1970, lingüistes i després geògrafs van proposar, en el seu treball científic, subdividir Oceania en «A prop d'Oceania» i «Oceania llunyana»; en el primer, la terra està sempre a la vista en menys d'un dia de navegació, mentre que en el segon, només és accessible per navegació en alta mar. No obstant això, aquesta nova divisió, basada en elements d'història natural (tectònica de plaques) i de navegació, no és encara unànime.
Sens dubte, Oceania s'ha d'entendre sobretot com un continu on, durant segles i molt abans del pas dels primers europeus, el mestissatge i el mestissatge culturals i lingüístics han estat la regla. Un continu que no prohibeix per tot això ruptures i aïllaments, ja siguin lingüístics, entre llengües austronesies i no austronesies.; geogràfic, entre el món insular i els grups més grans representats per Austràlia, Nova Zelanda, l'illa de Nova Guinea; historicolingüístic (resultat de la divisió colonial), entre una Oceania angloparlant i una Oceania francòfona, fins i tot castellanoparlant amb l'illa de Pasqua; econòmic, entre països desenvolupats i en desenvolupament; polític finalment, entre països i territoris independents sota tutela (amb estatuts intermedis, com el d'Estat sobirà, però associat a un altre més poderós)...

### Flora
El país amb més diversitat ambiental d'Oceania és Austràlia, amb selves tropicals al nord-est, cadenes muntanyoses al sud-est, sud-oest i est, i desert sec al centre. Les terres desèrtiques o semiàrides, comunament anomenades outback, constitueixen, amb diferència, la major part de la terra. Les terres altes costaneres i un cinturó de praderies de Brigalow es troben entre la costa i les muntanyes, mentre que dins de la serralada hi ha grans àrees de praderies. El punt més al nord de la costa est és la península del Cap York.
La flora australiana es caracteritza per adaptacions a l'aridesa i al foc, inclosa l'esclerofil·la i la seròtina. Aquestes adaptacions són habituals en espècies de les conegudes grans famílies Proteàcies (Banksia), Mirtàcies (Eucaliptus - arbres de goma) i Lleguminoses (Acàcia). La flora de Fiji, Illes Salomó, Vanuatu i Nova Caledònia és un bosc tropical sec, amb vegetació tropical que inclou palmeres, Premna protrusa, psydrax odorata, gyrocarpus americanus i derris trifoliata.
El paisatge de Nova Zelanda va des d'estrets semblants a fiords al sud-oest fins a platges tropicals a l'extrem nord. L'illa del Sud està dominada pels Alps Neozelandesos. A l'illa del sud hi ha 18 pics de més de 3.000 m. Tots els cims de més de 2.900 m es troben als Alps del Sud, una serralada que constitueix la columna vertebral de l'illa del Sud; el cim més alt del qual és el Mont Cook, amb 3.754 m. Els terratrèmols són freqüents, però en general no són greus, amb una mitjana de 3.000 per any. Hi ha una gran varietat d'arbres autòctons, adequats als diferents microclimes de Nova Zelanda.
A Hawaii, una planta endèmica, Brighamia, ara requereix pol·linització manual perquè es presumeix que el seu pol·linitzador natural està extingit. Les dues espècies de Brighamia, B. rockii i B. insignis, estan representades a la natura per unes 120 plantes. Per assegurar-se que 910 m de 910 m per dipositar pol·len als seus estigmes.

### Fauna salvatge
El miro du Pacifique (Petroica pusilla) habita a les illes del sud-oest del Pacífic. El martí-pescador del Pacífic (Todiramphus sacer), es troba a les illes del Pacífic, igual que el bulbul cul-roig, l'estornell polinès, l'astor australià, l’oreneta tahitiana i el mel·lífer cardenal entre d'altres. Els ocells que es reprodueixen a l'illa Pitcairn inclouen el xatrac menut pàl·lid, el nodi gros i la cua de jonc cua-roig. La boscarla de Pitcairn, que hi és endèmica, es va afegir a la llista d'espècies en perill d'extinció el 2008.
El corb de Hawaii, originari de Hawaii, s'ha extingit en estat salvatge des del 2002. La serp d'arbre marró és nativa de les costes nord i oriental d'Austràlia, Papua Nova Guinea, Guam i les Illes Salomó. Ocells del paradís, Menjamels, Climactèrids, petròicids, alcedínids, cracticus i ptilonorrínquids són nadius d'Austràlia, Nova Guinea i les illes properes.
Una característica única de la fauna australiana és la relativa escassetat de mamífers placentaris autòctons i el domini dels marsupials, un grup de mamífers que crien les seves cries en una bossa, incloent-hi macropòdids, pòssums i dasiüromorfs. Els paseriformes australians inclouen troglodítids, la família dels Artamidae, les acanthizes, els còrvids, els pardalots, els ocells lira. Les espècies d'ocells predominants al país inclouen el carnisser flautista, el corb australià, el carnisser graculí, el colom bronzat crestat i el cucaburra comú. El coala, l'emú comú, l'ornitorrinc i els cangurs són els animals nacionals d'Austràlia, i el diable de Tasmània també és un dels animals més coneguts del país. El llangardaix monitor australià és un llangardaix depredador originari del continent.
Les aus de Nova Zelanda han evolucionat cap a una avifauna que inclou un gran nombre d'espècies endèmiques. Com a arxipèlag insular, Nova Zelanda ha desenvolupat una gran diversitat d'ocells, i quan el capità James Cook va arribar a la dècada de 1770, es va adonar que el cant dels ocells era ensordidor. El panell inclou espècies amb biologia atípica com el kàkapo que és l'únic lloro reproductor nocturn, incapaç de volar, però també moltes espècies semblants a les de les terres veïnes. Algunes de les espècies d'ocells més conegudes i característiques de Nova Zelanda són el kiwi, kea, takahé, kakapo, mòhua daurada, menjamel tui honeyeater i menjamel de Nova Zelanda. El tuatara és un notable rèptil endèmic de Nova Zelanda.

### Clima
Les illes del Pacífic es regeixen per una selva tropical i un clima de sabana tropical. Al Pacífic tropical i subtropical, l'oscil·lació del sud d'El Niño (ENSO) afecta els patrons meteorològics. Al Pacífic occidental tropical, el monsó i la subsegüent temporada de pluges durant els mesos d'estiu contrasta amb els vents secs d'hivern que bufen sobre l'oceà des de la massa terrestre asiàtica. Novembre és l'únic mes en què totes les conques de ciclons tropicals estan actives.
Al sud-oest de la regió, a la massa continental australiana, el clima és principalment desèrtic o semiàrid, amb els racons costaners del sud amb un clima temperat, com el clima oceànic i subtropical humit de la costa est i el clima mediterrani. a la costa est.'oest. Les parts del nord del país tenen un clima tropical. La neu cau amb freqüència a les terres altes properes a la costa est dels estats de Victòria, Nova Gal·les del Sud, Tasmània i el Territori de la capital australiana.
La majoria de parts de Nova Zelanda pertanyen a la zona de clima marítim temperat (classificació climàtica de Köppen: Cfb) caracteritzat per quatre estacions diferenciades. Les condicions varien des d'extremadament humides a la costa oest de l'illa del sud fins a gairebé semiàrides al centre d'Otago i subtropicals a Northland. La neu cau a l'illa sud de Nova Zelanda i a cotes més altes a l'illa nord. És extremadament rar al nivell del mar a l'illa del nord.
Hawaii, tot i estar als tròpics, experimenta molts climes diferents, depenent de la latitud i la seva geografia. L'illa de Hawaii, per exemple, acull 4 grups climàtics (d'un total de 5) en una àrea tan petita com 10.430 km² segons els tipus de clima de Köppen: tropical, àrid, temperat i polar. Les illes Hawaii reben la major part de la seva precipitació durant els mesos d'hivern (d'octubre a abril). Algunes illes del nord-oest, com Guam, són susceptibles als tifons durant la temporada de pluges.
La temperatura més alta registrada a Oceania es va produir a Oodnadatta, Austràlia Meridional (2 de gener de 1960), on la temperatura va arribar a 50,7 °C. La temperatura més baixa mai registrada a Oceania va ser de -25,6 °C, a Ranfurly a Otago el 1903, amb una temperatura més recent de −21,6 °C. enregistrada l'any 1995 prop d'Ophir. Pohnpei de les illes Senyavin a Micronèsia és l'assentament més humit d'Oceania i un dels llocs més humits de la terra, amb precipitacions anuals registrades que superen els 7.600 mm cada any en alguns llocs muntanyosos. El Big Bog de l'illa de Maui és el lloc més humit, rebent una mitjana de 10.271 mm cada any.

### Països i territoris
Setze països independents i quinze territoris amb diferents estatus comparteixen aquestes illes, algunes de les quals només van ser poblades durant el segon mil·lenni dC, i una gran part van ser colonitzades per les potències occidentals al segle XIX. Al segle xx, des dels anys 60 fins als 80, diversos països van aconseguir la seva independència.
La llista següent i el mapa que s'hi relaciona, recullen, de la manera més exhaustiva possible, els diferents països i territoris que conformen aquest espai (quan el territori no és independent, s'indica entre parèntesis el país del qual depèn). Aquesta dependència també pren graus molt diferents segons el territori, que van des d'un territori o província plenament integrat, fins a l'estatus intermedi de territori d'ultramar o de país quasi independent, fins a la independència jurídica amb una lliure associació amb un altre mitjançant un tractat bilateral de cooperació reforçada.
| estats independents | Països o territoris no independents, d'estatus especial o en gran part autònoms |
| --- | --- |

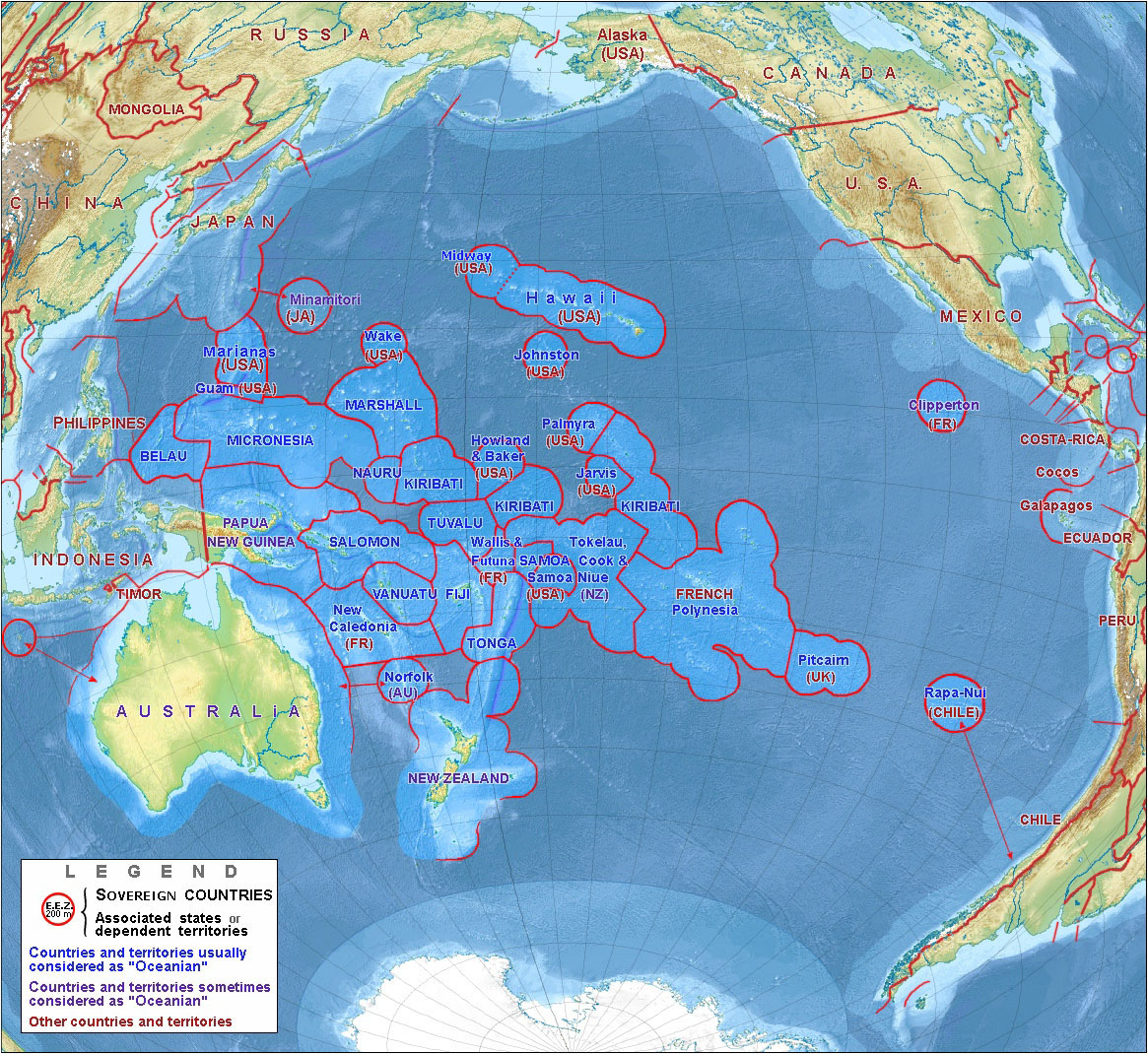
Mapa dels estats, territoris i dependències d'Oceania segons els límits de les zones econòmiques exclusives (200 milles nàutiques).

Mapa dels Estats, Territoris i Dependències d'Oceania segons l'esquema geomètric actual (que no mostra fronteres reals).

| - (1) Austràlia - (2) Illes Cook (vagament associades amb Nova Zelanda) - (3) Fiji - (4) Kiribati - (5) Illes Marshall - (6) Micronèsia - (7) Nauru - (8) Niue (associada lliurement amb Nova Zelanda) - (9) Nova Zelanda - (10) República de Palau - (11) Papua Nova Guinea - (12) Illes Salomó - (13) Samoa - (14) Tonga - (15)tuvalu - (16) Vanuatu | - (17) Guam (territori no incorporat, Estats Units d'Amèrica) - (18) Illes Mariannes del Nord (territori no incorporat, Estats Units d'Amèrica) - (19) Illa Norfolk (territori autònom, unit a Austràlia) - (20) Nova Caledònia (col·lectivitat territorial sui generis , adscrita a França) - (21) Illa de Pasqua (territori, adjunt a Xile) - (22) Illes Pitcairn (territori d'ultramar, unit al Regne Unit) - (23) Polinèsia Francesa (col·lectivitat d'ultramar, adscrita a França) - (24) Samoa Nord-americana (territori no incorporat, Estats Units d'Amèrica) - (25) Tokelau (territori autònom, unit a Nova Zelanda) - (26) Wallis i Futuna (col·lectivitat d'ultramar, adscrita a França) - (27) Wake (territori no incorporat, Estats Units d'Amèrica) - (28) Hawaii (Estat de la Unió, Estats Units d'Amèrica) - (29) Indonèsia : Papua Occidental, Papua (províncies d'Indonèsia) - (30) Atol Johnston (territori no incorporat, Estats Units d'Amèrica) - (31) Illes Midway (territori no incorporat, Estats Units d'Amèrica) |

Aquesta taula fa referència a la representació geomètrica.

## Estats i territoris d'Oceania

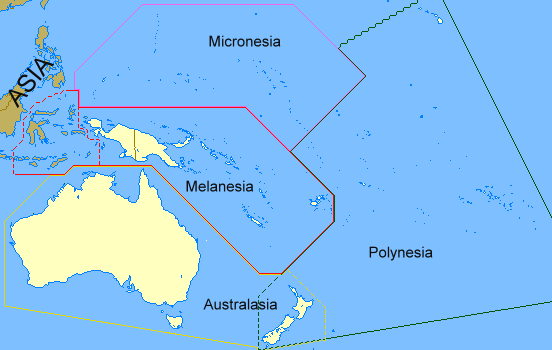
Regions d'Oceania

Històricament les illes d'Oceania han passat per diferents graus de dependència de les potències colonials: protectorat, colònia, annexió o mandat o fideïcomís de les Nacions Unides. Fins i tot hi ha hagut condominis de sobirania conjunta. A causa de l'aïllament i la falta de recursos, els diversos territoris han anat negociant al llarg del segle xx diferents graus d'autonomia o independència. Significativament, les illes dependents de França han anat passant de Territori d'Ultramar (TOM) a Col·lectivitat d'Ultramar (COM) o País d'Ultramar (POM), adquirint progressivament autonomia i sobirania. Es poden distingir estats sobirans, uns d'independents i altres en lliure associació amb altres potències, alguns d'ells membres de les Nacions Unides. Finalment, segons la nomenclatura britànica, existeixen territoris organitzats, no organitzats, incorporats i no incorporats.

## Economia

### Austràlia i Nova Zelanda
Austràlia i Nova Zelanda són les úniques nacions independents molt desenvolupades de la regió, tot i que l'economia d'Austràlia és, amb diferència, la més gran i dominant de la regió i una de les més grans del món. Nova Caledònia, Hawaii i la Polinèsia Francesa també estan molt desenvolupades però no són estats sobirans. El PIB per càpita d'Austràlia és superior al del Regne Unit, Canadà, Alemanya i França en termes de paritat de poder adquisitiu. Nova Zelanda és també una de les economies més globalitzades i molt dependent del comerç internacional.
L'Australian Securities Exchange de Sydney és la borsa de valors més gran d'Austràlia i del Pacífic Sud.Nova Zelanda és la 53a economia nacional més gran del món mesurada pel producte interior brut (PIB) nominal i la 68a del món mesurada per la paritat del poder adquisitiu (PPA). El 2012, Austràlia va ser la 12a economia nacional més gran pel PIB nominal i la 19a pel PIB ajustat per PPA.
L'enquesta de qualitat de vida de Mercer situa Sydney en el desè lloc del món per qualitat de vida, la qual cosa la converteix en una de les ciutats més habitables. Està classificat Alpha + World City per GaWC. Melbourne també encapçala la llista de les ciutats més habitables del món i és un centre financer líder a la regió Àsia-Pacífic. Auckland i Wellington, Nova Zelanda, es classifiquen amb freqüència entre les ciutats més habitables del món, i Auckland ocupa el tercer lloc a l'enquesta de qualitat de vida de Mercer. La majoria de les persones que viuen a Austràlia i, en menor mesura, a Nova Zelanda també treballen en els sectors de la mineria, l'electricitat i la fabricació. Austràlia té la major quantitat de fabricació de la regió, produint cotxes, equips elèctrics, maquinària i roba.

### Les illes del Pacífic
La gran majoria dels illencs del Pacífic treballen en el sector dels serveis, que inclou el turisme, l'educació i els serveis financers. Els principals mercats d'exportació d'Oceania són el Japó, la Xina, els Estats Units i Corea del Sud. Els països més petits del Pacífic depenen del comerç amb Austràlia, Nova Zelanda i els Estats Units per exportar mercaderies i accedir a altres productes. Els acords comercials d'Austràlia i Nova Zelanda es coneixen com les relacions econòmiques més estretes. Austràlia i Nova Zelanda, juntament amb altres països, són membres de la Cooperació Econòmica Àsia-Pacífic (APEC) i de la Cimera d'Àsia Oriental (EAS), que podrien convertir-se en blocs comercials en el futur, especialment l'EAS.
El producte principal del Pacífic és la copra o el coco, però la fusta, la vedella, l'oli de palma, el cacau, el sucre i el gingebre també es conreen habitualment als tròpics del Pacífic. La pesca és una indústria important per a molts petits països del Pacífic, encara que molts caladors són explotats per altres països més grans, com el Japó. A Austràlia i les Illes Salomó s'extreuen recursos naturals, com el plom, el zinc, el níquel i l'or. Els principals mercats d'exportació d'Oceania són el Japó, la Xina, els Estats Units, l'Índia, Corea del Sud i la Unió Europea.
Dotada de recursos forestals, minerals i pesquers, Fiji és una de les economies insulars del Pacífic més desenvolupades, tot i que continua sent un país en desenvolupament amb un gran sector agrícola de subsistència. L'agricultura en té 18 % del producte interior brut, tot i que donava feina a uns 70 % de la plantilla l'any 2001. Les exportacions de sucre i la creixent indústria turística són les principals fonts de divises. El processament de la canya de sucre representa un terç de l'activitat industrial. Els cocos, el gingebre i la copra també són importants.
La història de l'economia de Hawaii es pot rastrejar a través d'una successió d'indústries dominants; sàndal, caça de balenes, canya de sucre, pinya, militar, turisme i educació. Les exportacions hawaianes inclouen aliments i roba. Aquestes indústries tenen un petit paper en l'economia hawaiana, a causa de la distància de transport a mercats viables, com la costa oest dels Estats Units contigus. Les exportacions d'aliments de l'estat inclouen cafè, nous de macadàmia, pinya, bestiar, canya de sucre i mel. L'any 2015, Honolulu es va classificar com la número u mundial en termes d'habitabilitat i també es va classificar com la segona ciutat més segura dels Estats Units.

## Idiomes
Les llengües d'Oceania es divideixen en dos grups diferenciats:
- Les llengües papús, parlades entre altres llocs a les terres altes de Nova Guinea i algunes illes de l'actual Indonèsia. La majoria dels lingüistes classifiquen les llengües aborígens d'Austràlia en un grup separat. El gran nombre d'aquestes llengües (unes 900 amb variants dialectals), moltes de les quals estan mortes, i el poc coneixement que se'n pot tenir, tanmateix, fan arriscada qualsevol conclusió definitiva.

- Les llengües austronèsiques, l'extensió de les quals cobreix part del sud-est asiàtic, Madagascar i tot el Pacífic insular des de les costes orientals de Nova Guinea fins a l'Illa de Pasqua.

Alguns lingüistes classificaran les llengües que es parlen a les costes orientals de Nova Guinea per separat de les altres llengües de l'illa del Pacífic.
A causa de la colonització, l'anglès i el francès també són dues llengües amb una forta presència a Oceania. D'aquests contactes lingüístics van néixer molts pidgins i criolls utilitzats com a llengües vehiculars i en alguns casos es van convertir en les llengües maternes de les poblacions locals.

## Religió
Les religions inicials d'Oceania eren politeistes i, en la seva diversitat, giraven generalment al voltant de tres eixos:
- el culte a les divinitats creatives i/o destructores, de vegades aliades, de vegades oposades, vinculades als poders de la natura, com les germanes Nā-maka-o-Kahaʻi i Pele a Hawaii o Make-Make a l'Illa de Pasqua;
- el Culte als ancestres, o culte als tiquis, que simbolitza per a cada població els seus fundadors divinitzats, la forma més famosa dels quals és el culte als moais rapanui;
- el món dels esperits emanat d'aquests dos conjunts però també de la natura i dels homes, i que va generar un complex sistema d'obligacions, intercanvis, símbols i tabús que regulaven la vida d'aquestes poblacions.

Des de l'època colonial, missioners protestants (anglicans, congregacionistes anglosaxons, metodistes wesleyans, presbiterians, adventistes, mormons i altres) i catòlics (picpucis, maristes, Congregació de l'Esperit Sant...) hi van introduir el cristianisme, avui majoritari, mentre que els comerciants xinesos i indis (a Fiji) o japonesos (a Hawaii) o els treballadors agrícoles van introduir, en minoria, el confucianisme, el xintoisme, l'hinduisme, el budisme i l'islam (1,5). %)).

## Esport
Els esports més populars a Oceania són el rugbi, el criquet, el futbol (futbol associat) i el futbol australià (futbol de reglament australià).

## Aglomeracions més grans
Les aglomeracions més grans d'Oceania es troben principalment a Austràlia, el país més poblat del continent. Aquí la classificació:
1. Sydney amb 4,6 milions d'habitants (Austràlia, 2011)
2. Melbourne amb 4,2 milions d'habitants (Austràlia, 2011)
3. Brisbane amb 2,1 milions d'habitants (Austràlia, 2011)
4. Perth amb 1,8 milions d'habitants (Austràlia, 2011)
5. Auckland amb 1,3 milions d'habitants (Nova Zelanda, 2012)
6. Adelaida amb 1,3 milions d'habitants (Austràlia, 2011)
7. Honolulu amb 976.372 habitants (Hawai, EUA, 2012)
8. Gold Coast - Tweed Heads amb 576.747 habitants (Austràlia, 2011)
9. Newcastle amb 540.002 habitants (Austràlia, 2011)
10. Canberra - Queanbeyan amb 418.292 habitants (Austràlia, 2011)
11. Christchurch amb 382.200 habitants (Nova Zelanda, 2012)
12. Wellington amb 381.900 habitants (Nova Zelanda, 2012)
13. Suva - Nausori amb 330.000 habitants (Fiji, 2007)
14. Port Moresby amb 307.643 habitants (Papua Nova Guinea, 2009)
15. Wollongong amb 288.101 habitants (Austràlia, 2011)
16. Manokwari amb 286.079 habitants (Papua Occidental, Indonèsia, 2010)
17. Sunshine Coast amb 241.643 habitants (Austràlia, 2011)
18. Dili amb 234.331 habitants (Timor Oriental, 2010)
19. Jayapura amb 233.859 habitants (Papua, Indonèsia, 2010)
20. Hobart amb 216.276 habitants (Austràlia, 2011)
21. Hamilton amb 209.300 habitants (Nova Zelanda, 2012)
22. Hilo amb 189.191 habitants (Hawai, EUA, 2012)
23. Kota Sorong amb 184.239 habitants (Papua Occidental, Indonèsia, 2005)
24. Geelong amb 187.417 habitants (Austràlia, 2011)
25. Townsville amb 180.333 habitants (Austràlia, 2015)
26. Nouméa amb 179.509 habitants (Nova Caledònia, França, 2014)
27. Tauranga amb 155.200 (Nova Zelanda, 2017)
28. Comtat de Maui amb 164.637 habitants (Hawai, EUA, 2015)
29. Cairns amb 147.993 habitants (Austràlia, 2015)
30. Toowoomba amb 138.223 habitants (Austràlia, 2019)
31. Papeete amb 136.771 habitants (Polinèsia Francesa, França, 2019)
32. Darwin amb 133.331 habitants (Austràlia, 2017)